# Scacco matto nel Bronx
Scacco matto nel Bronx è un film TV del 2005 che parla di un insegnante che aiuta i suoi alunni di una scuola di un quartiere difficile a cavarsela, insegnando loro a giocare a scacchi.

## Cast
- Ted Danson: Mr. Richard Mason
- Malcolm David Kelley: Jimmy Washington
- Yves Michel-Beneche: MD Duprais
- Keke Palmer: Kenya Russell
- Yucini Diaz: Renee
- Antonio Ortiz: Dawson
- Nicholas Carpenter: avversario di Dawson